# اندی سولیوان
اندی سولیوان (انگلیسی: Andi Sullivan؛ زادهٔ ۲۰ دسامبر ۱۹۹۵) بازیکن فوتبال در پست هافبک اهل ایالات متحده آمریکا است.

## باشگاهی
از باشگاه‌هایی که در آن بازی کرده‌است می‌توان به واشینگتن اسپیریت اشاره کرد.

## تیم ملی
وی همچنین در تیم‌های ملی فوتبال United States women's national under-17 soccer team, United States women's national under-20 soccer team, United States women's national under-23 soccer team، و ایالات متحده آمریکا بازی کرده‌است.